# 科利特蟾魚屬
科利特蟾魚屬（学名：Colletteichthys），為輻鰭魚綱蟾魚目蟾魚科的其中一属。

## 下属物种
- 杜氏科利特蟾魚 Colletteichthys dussumieri：又名杜氏澳洲蟾魚
- 黃鰭科利特蟾魚 Colletteichthys flavipinnis
- 阿拉伯科利特蟾魚 Colletteichthys occidentalis